# 媽的快睡
《媽的快睡》（英語：Go the Fuck to Sleep）是美國作家亞當·曼斯巴赫所著、里卡多·科爾特斯插畫的諷刺圖書。被官方描述為「成人兒童讀物」，在發行前一個月就登上了亞馬遜網站暢銷書排行榜的第一位，這要歸功於一場意想不到的病毒式營銷活動，此期間書商透過電子郵件轉發了該書的PDF副本郵件。

## 出版歷史
書商在《媽的快睡》的PDF副本透過電子郵件分發後，得到了一場意想不到的病毒式營銷活動。雖然該書原定2011年10月發行，但到4月底，該書已在亞馬遜網站的暢銷書排行榜上排名第二；到了5月12日，該書排名第一。與此同時，出版日期提前到六月，出版商將首印量增加到十五萬冊。阿卡西圖書承認社交媒體在普及該書方面的重要性，正在努力防止版權侵權的書。封面上的書名在「fuck」這個詞中的字母「uc」被滿月隱藏，而這本書的正文包括完整的單詞。英國和英聯邦國家的版權由坎農蓋特圖書獲得。福斯2000影業則取得電影改編權。
有聲讀物公司Audible.com出版了有聲讀物版本的《媽的快睡》，由山繆·傑克森擔任講述者。CD的總播放時間剛好超過7分鐘，其中包括傑克遜對本書的完整閱讀、傑克森解釋自己為何決定錄製這本書的簡短介紹性獨白，以及大約2分鐘的介紹性和合法性事項（口頭版權聲明等）。

## 外部連結
- 官方网站